# Europäisches Wirtschafts- und Steuerrecht
Die Europäisches Wirtschafts- und Steuerrecht (EWS) ist eine juristische Fachzeitschrift für die wirtschafts- und steuerrechtlichen Aspekte des Europarechts und der europäischen Rechtsentwicklung.

## Zielgruppe
Die EWS richtet sich an Juristen, Steuerberater, Mitarbeiter der öffentlichen Verwaltung (insbesondere Finanzverwaltung) und der Zivil- und Finanzgerichtsbarkeit.

## Inhalt
Die EWS enthält Aufsätze und Abhandlungen zum europäischen Wirtschafts- und Steuerrecht, daneben werden wichtige Vorabentscheidungsersuchen und Entscheidungen der europäischen Gerichte EuG und EuGH mit Leitsätzen und im Volltext veröffentlicht.

## Autoren/Redaktion
Autoren der EWS sind zumeist Universitätsprofessoren, Rechtsanwälte, Steuerberater oder sonstige Spezialisten des europäischen Wirtschafts- und Steuerrecht. Zuständige Redakteurin ist Maria Wolfer.

## Erscheinungsweise/Herausgeber
Die EWS erscheint zweimonatlich. Herausgegeben wurde sie vom Verlag Recht und Wirtschaft GmbH, welcher zur Verlagsgruppe Deutscher Fachverlag mit Sitz in Frankfurt am Main gehörte. Nach der Verschmelzung des Verlages Recht und Wirtschaft mit dem Deutschen Fachverlag wird sie nun von diesem direkt herausgegeben, bzw. organisatorisch vom neuen Bereich Fachmedien Recht und Wirtschaft. Die EWS erscheint seit 1990. Sie gehört als Line Extension zur Zeitschriftenfamilie der Zeitschrift Betriebs-Berater und erscheint sechsmal jährlich.